# 大溪河階群
24°53′06″N 121°17′21″E / 24.88491825°N 121.2890608°E

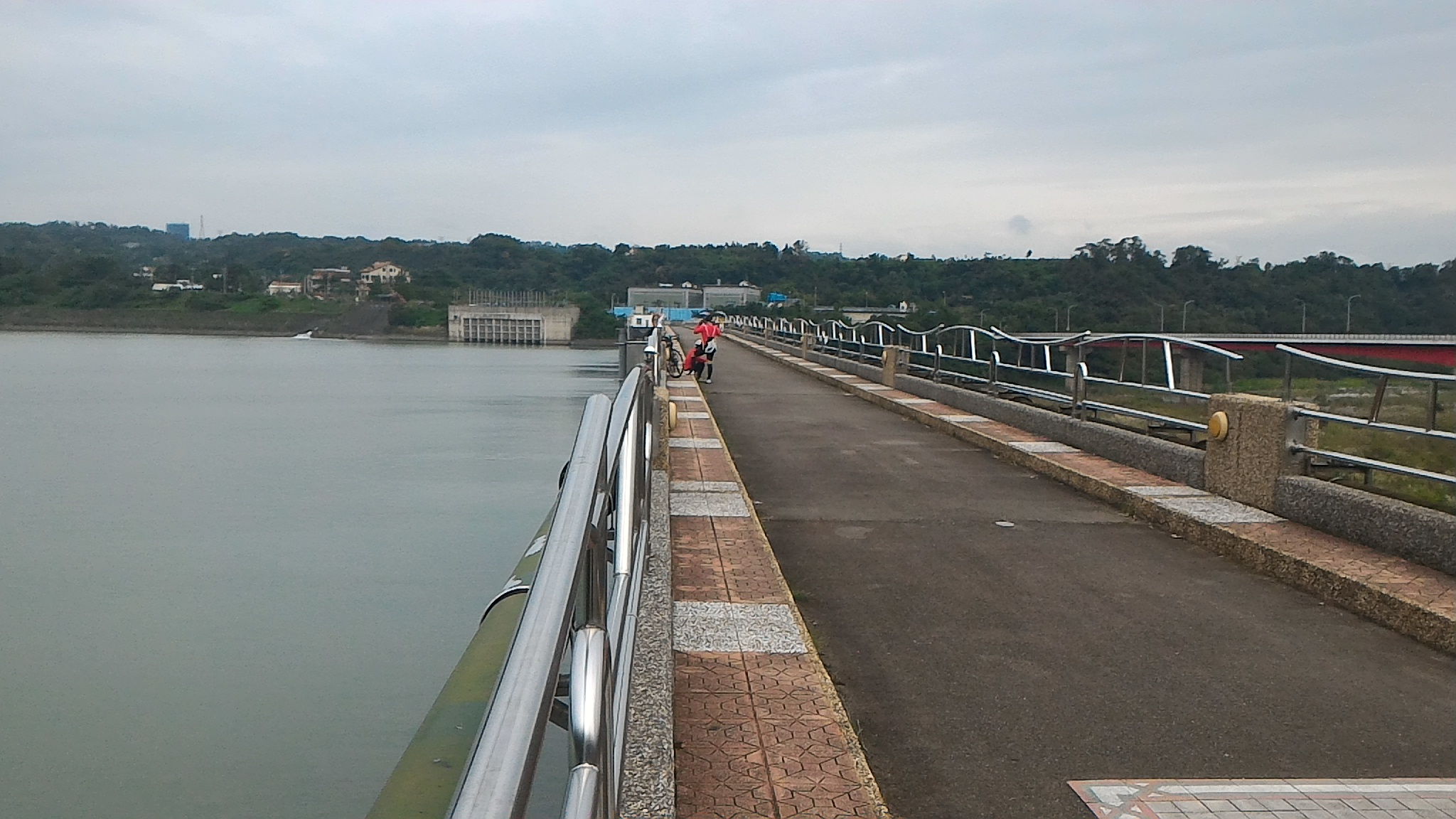
大漢溪石門水庫後池堰左岸的河階崖。

大溪河階群，又稱大溪河階，為臺灣北部的河階地形，位於桃園市大溪區，範圍以大溪為中心，南至石門，北至新北市鶯歌區、三峽區，為大漢溪河道在不同時期多次下切所造成。

## 形成原因
在台北盆地形成前，古大漢溪和古新店溪是獨立入海的兩條河，大漢溪自源地以降，河道多有曲折，在石門以上呈東西走向。早在台北地區還是一片山地時，大漢溪在石門流出山區後，就直接由石門直接向西逕流入海。台北下陷成盆地後，古新店溪轉往北流，同時加速了上游的向源侵蝕作用，源頭逐漸向南切割山谷，於是越來越靠近山谷另一邊的古大漢溪。大約在三萬年前，於石門發生河川襲奪，古新店溪切穿山谷，地勢較低的古新店溪將古大漢溪襲奪，大漢溪於石門附近直角轉彎，下游的大漢溪改道北流，轉向北北東流入台北盆地，現今的桃園台地群是大漢溪被襲奪前所堆積的古石門沖積扇。大漢溪改向後流量增加，侵蝕基準下移，導致河流急速下切，原有的河道因而形成高起的河階地，遂在大漢溪沿岸有數層與河流平行的直行河階地形，形成規模龐大之大溪河階群。

## 河階層次
從地形上來看，大溪河階至少歷經了四次河道變動，產生了四個不同高度的河階地，最低的一層比大漢溪河床高出約40公尺左右，最高的階地比河床高出約200公尺以上，也就是古石門沖積扇的扇面。
- 最高階：大約為大溪廣播電台所在的高度[2]。
- 第二階：面積較小，大致位於大溪聚落南側的「上田心子」一帶，不易觀察[2]。
- 第三階：面積最大，為省道臺3線所在地，也是人口聚集最多的河階面[2]。
- 第四階：第四階面則位於第三階面下方，目前為主要的農作物栽種區，以「月眉階地」為代表，有二級古蹟李騰芳古宅。最低階則位於現今河道兩側[2]。

## 地名
在大溪河階群之中，面積較大、較明顯的河階台地稱為「坪」，例如：阿姆坪、大溪坪、大灣坪。最高的一階就是地名為「三層」的地區，次一階的地區地名就是「二層仔」，最低的一階也就是「月眉」地區。位於上下階中間的第二層，既沒有上層山區蜿蜒的交通不便，也沒有下層窪地的水患之虞，適合開發與居住，因此成為最早開發、也是繁華所在的大溪市中心。